# Capela de Nossa Senhora do Rosário (Braga)
A Capela de Nossa Senhora do Rosário localiza-se na freguesia de Escudeiros, concelho de Braga, distrito de mesmo nome, em Portugal.

## História
As suas origens remontam a meados do século XVI, tendo sido restaurada na segunda década do século XIX.

## Características
A fachada principal em granito aparelhado é singela e pouco decorada, exibindo as marcas de um alpendre outrora existente.
O interior é totalmente revestido a azulejos de padronagem polícroma, datáveis do século XVII. Merecem ainda destaque a pia baptismal, o púlpito e o retábulo.